# Celal Al
Celal Al (* 13. September 1984 in Artvin) ist ein türkischer Schauspieler.

## Leben und Karriere
Al wurde am 1984 in der Stadt  Artvin geboren. Sein Debüt gab er 2012 in der Fernsehserie Tal der Wölfe – Hinterhalt. Anschließend war er von 2014 bis 2019 in Diriliş Ertuğrul zu sehen. Zwischen 2019 und 2021 wurde er für die Serie Kuruluş Osman gecastet. Außerdem trat Al 2023 in Kudüs Fatihi Selahaddin Eyyubi auf. Seit 2025 spielt er in Mehmed: Fetihler Sultanı mit.

## Filmografie
Serien
- 2012: Tal der Wölfe – Hinterhalt
- 2014–2019: Diriliş Ertuğrul
- 2019–2021: Kuruluş Osman
- 2023–2025: Kudüs Fatihi Selahaddin Eyyubi
- seit 2025: Mehmed: Fetihler Sultanı